# Jean Dujardin
Jean Dujardin (* 19. června 1972 Rueil-Malmaison, Hauts-de-Seine) je francouzský herec, scenárista, režisér, producent a komik.
Stal se prvním francouzským hercem, který získal Oscara za nejlepší mužský herecký výkon v hlavní roli za ztvárnění hvězdy němého filmu George Valentina ve snímku Umělec režiséra Michela Hazanaviciuse.

## Mládí
Po dětství v Yvelines v Plaisir získal bakalářský titul A3 (z filozofie a výtvarných umění). Poté začal pracovat jako zámečník ve firmě svého otce Jacquese Dujardina.

## Kariéra

### Počátky kariéry aUn gars, une fille
Během vojenské služby se rozvinul jeho komediální talent. Poté šel do Paříže, kde vystupoval v barech a malých divadlech.
O nějaký čas později se stal součástí komediální skupiny la Bande du Carré Blanc s Philippem Urbainem, Éricem Colladem, Lucem Antonim, Éricem Massotem a Brunem Salomonem. Skupina se objevovala v pořadu Nous Ç Nous a vytvářela vystoupení a parodie na chlapecké kapely v té době a také se pravidelně objevovali v pořadu Fiesta od Patricka Sébastiena, který se vysílal na televizním kanálu France 2.
V letech 1997 a 1998 vyhrál tři ceny televize M6, Graines de star, v kategorii komici.
Právě v této souvislosti vytvořil postavu Brice de Nice, megalomanského surfaře, který se stane hitem několika internetových videí, než se o něm v roce 2005 natočí i film.
Poté se Jean Dujardin změní ve Bruna Salomona v malých skečích pro vysílání pořadu Farce Attaque na France 2.
Od října 1999 do června 2003 hrál s Alexandrou Lamy v televizním seriálu Un gars, une fille vysílaném na France 2. Oba herci ztvárnili postavy s jejich vlastními křestními jmény, Jean alias Loulou a Alex alias Chouchou. Vytvořili pár potýkající se s různými situacemi každodenního života. Natočilo se celkem 486 epizod a každá z nich měla pouhých sedm minut. Postavy Loulou a Chouchou byly uznávány diváky a oba herci se rychle stali populárními a plnili obálky časopisů. Jean Dujardin se po ukončení seriálu chtěl z této škatulky vymanit a tak se začal objevovat ve filmech. Nejprve měl vedlejší roli ve snímku z roku 2002 s názvem Kdybych byl bohatý a následující rok se objevil jako poněkud hloupý zlodějíček ve filmu Vítejte u Rozových.

### Nová dekáda

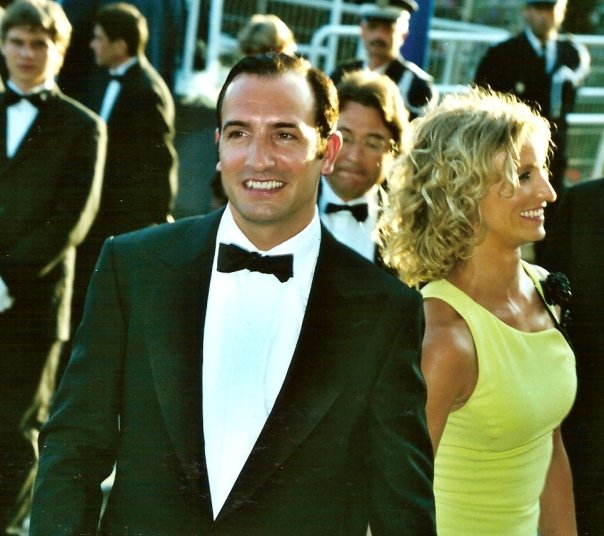
Jean Dujardin a Alexandra Lamy na filmovém festivalu v Cannes v roce 2005

Někdejší komik pokračuje v protikladném zaměstnání v thrilleru Krvavý prachy. Jeho první větší filmový úspěch přišel v komedii Vdavky, sňatky, svazky režisérky Valérie Guignabodet, kde se objevil po boku Mathilde Seigner, Antoina Duléra, Miou-Miou, Didiera Bezace, Lio a Catherine Allégret. Brice de Nice, filmová adaptace osoby, které vytvořil v Nous C Nous, vyšla v roce 2005, trhala divácké rekordy v kinech a stala se oblíbenou i mezi školáky. Doprovodné věci k filmu, jako videohry nebo vyzvánění do mobilu, si koupily tisíce lidí. V roce 2007 získal nominaci na cenu César pro nejlepšího herce za roli ve filmu Agent 117, který je parodií na špionážní filmy. K filmu se natočilo v roce 2009 i pokračování, s názvem OSS 117: Ztracen v Riu. Nicméně v roce 2006 byl od Bidets d'Or citován jako nejhorší herec ve filmu L'Amour aux trousses.[zdroj⁠?!] Tento film byl ve stejném roce také označen společně s Brice de Nice jako nejhorší film s Jeanem Dujardinem.
Převzal roli ve filmu 99 franků, kde hrál největšího reklamního mága všech dob. Falešná identita, kde hrál policistu vyšetřující případ znásilnění své desetileté dcery, na motivy stejnojmenné knihy od Frédérica Beigbedera. V roce 2007 se stal producentem (prostřednictvím své produkční společnosti JD Prod, vytvořené v roce 2002) a režisérem krátkých pořadů Palizzi, v hlavní roli s Arsène Moscou. Vzhledem k úspěchu projektu se ze seriálu vyrobil i film. Mezi jeho další zvažovaný projekt patří film o camisardech (francouzští protestanti).

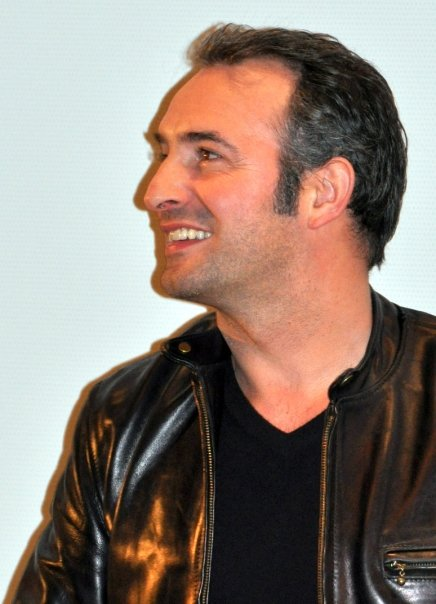
V roce 2008 na premiéře filmu OSS 117: Ztracen v Riu

V roce 2008 si zahrál po boku Jeana-Paula Belmonda ve filmu Muž a jeho pes.
Ztělesnil Lucky Luka ve stejnojmenném filmu od Jamese Hutha z roku 2009, kde vedle něj objevili Alexandra Lamy, Sylvie Testudová, Michaël Youn a Daniel Prevost. Film získal smíšené reakce od kritiků i veřejnosti.
V roce 2010 si zahrál Charlese Faulqua, alkoholického spisovatele, který uvidí obživnout svou rakovinu, ve filmu Cinkot ledu a v dalších rolích se objevili Albert Dupontel, Anne Alvaro, Myriam Boyer a Audrey Dana. Stejně také jsme ho mohli vidět ve filmu Nicole Garcii, Un balcon sur la mer v hlavních rolích se Sandrine Kiberlainovou, Marií-Josée Crozeovou, Michelem Aumontem a Claudií Cardinalovou, kde hrál roli Marca, muže, který znovu nalezne svou lásku z mládí začne zkoumat, jak dříve zmizela. Ve stejném roce se objevil ve filmu Milosrdné lži od Guillauma Caneta, ve kterém jeho ač malá role otevře film a hlavní dějovou linii.

### Ocenění za filmUmělec

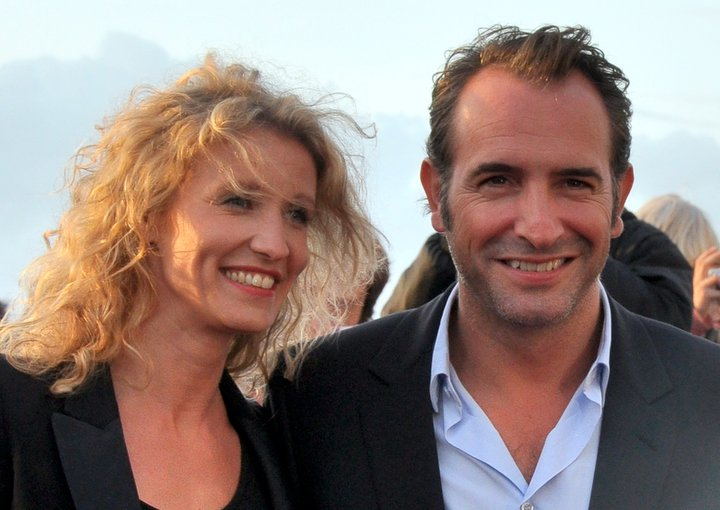
Jean Dujardin a jeho manželka Alexandra Lamy v roce 2011 na festivalu v Cabourgu

V roce 2011 ztvárnil po boku Bérénice Bejo hlavní roli v němém filmu Umělec režiséra Michela Hazanaviciuse. Film je černobílý a představuje Hollywood v éře dvacátých let minulého století. Dujardin hraje roli George Valentina, velkou hvězdu němého filmu, jehož kariéra jev troskách s příchodem zvukového filmu a zamiluje se do Peppy Miller (Bérénice Bejo), slibné mladé herečky.
V jednom rozhovoru prohlásil, že zpočátku tuto roli odmítl, ale pak si to rozmyslel. Během prvního dne natáčení si uvědomil, že George Valentin je postavou přímo pro něj. Film měl premiéru na Filmovém festivalu v Cannes a soutěžil o zlatou palmu. Dujardin za svůj výkon získal cenu pro nejlepšího herce. Film získal velice kladné ohlasy po celém světě. V prosinci 2011 získal za film nominace na ceny Screen Actors Guild Awards a Zlatý glóbus.
Stal se historicky druhým francouzským hercem, po Gérardovi Depardieu, který byl nominován na Zlatý glóbus. Jean cenu i v roce 2012 získal, a to v kategorii nejlepší mužský herecký výkon (komedie / muzikál). Dne 24. ledna byl nominován na Oscara v kategorii nejlepší mužský herecký výkon. O pět dní později vyhrál cenu Screen Actors Guild Award.
Dne 11. února se objevil v pořadu Saturday Night Live a hrál ve skeči parodující francouzský seriál Les jeunes de Paris a scénka byla natočena ve stylu Umělce, což vyvolalo úspěch u diváků. Dne 12. února 2012 získal britskou cenu BAFTA pro nejlepšího herce v hlavní roli.
Skutečně slavným se stal dne 26. února 2012, kdy v Los Angeles vyhrál Oscara za nejlepší mužský herecký výkon v hlavní roli ta své ztvárnění George Valentina v Umělci. Stal se historicky prvním Francouzem, který toto ocenění získal. Herci Charles Boyer, Maurice Chevalier a Gérard Depardieu byli také nominováni na stejnou cenu, ale nezískali ji. Připojil se tedy k okruhu francouzských oscarových hereček: Claudette Colbertové, Simone Signoretové, Juliette Binoche a Marion Cotillard.
Navíc film získal celkově 5 Oscarů, včetně cen za nejlepší film pro Thomase Langmanna a režii pro Michela Hazanaviciuse. Film také vyhrál šest Césarů, včetně ceny pro nejlepší film, nejlepšího režiséra a nejlepší herečku pro Bérénice Bejo.
Jeho ztvárnění George Valentina se setkalo se čtrnácti mezinárodními oceněními.

## Filantropie
V roce 2009 začal spolupracovat s Marcem Lièvremontem, bývalým trenérem ragbyového týmu XV de France (2007–2011), aby se stal sponzorem hnutí nadace pro dětské vesničky. Nadace poskytuje náhradní domovy dětem, které jsou zanedbané nebo zneužívané.

## Osobní život

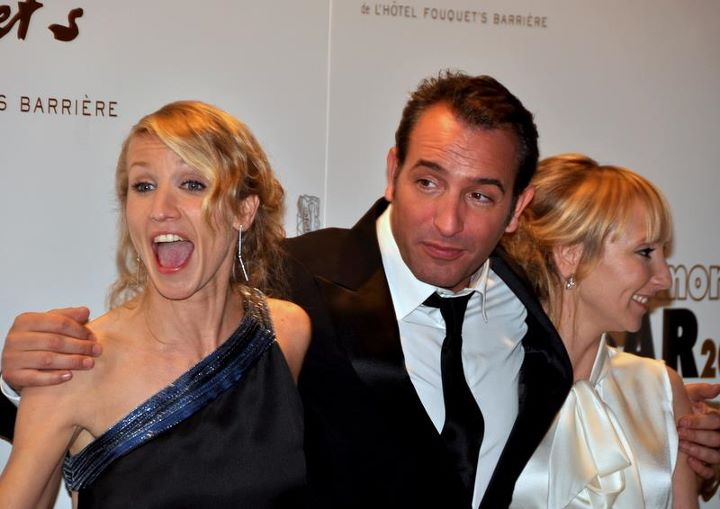
Jean Dujardin na předávání cen César v roce 2012 s manželkou Alexandrou Lamy a švagrovou Audrey Lamy

Má dva syny (Simona, narozeného v roce 2000 a Julese, narozeného v roce 2001) z manželství s Gaëlle Dujardinovou, které trvalo do roku 2003.
V roce 2003 navázal vztah s herečkou Alexandrou Lamy a oženil se s ní v Anduze v Gard dne 25. července 2009. Rozvod následoval v roce 2014. Potřetí se oženil v květnu 2018 s krasobruslařskou mistryní Evropy Nathalií Péchalatovou, s níž má dceru Jeanne (nar. 2015).
Má tři bratry. Nejstarší z nich, Marc, je advokátem a právním zástupcem.

## Filmografie
| Rok       | Název                                               | Režsér | Role                                  | Poznámky |
| --------- | --------------------------------------------------- | --- | ------------------------------------- | --- |
| 1996-1999 | Carré Blanc / Nous Ç Nous                           | |                                       | televizní skeče |
| 1997-1998 | Farce Attaque                                       | |                                       | televizní seriál |
| 1999-2003 | Un gars, une fille                                  | Isabelle Camus a Hélène Jacques                                                                                       | Jean                                  | televizní seriál |
| 2002      | À l'abri des regards indiscrets                     | Ruben Alves a Hugo Gélin                                                                                              | Jean-Luc                              | krátkometrážní film |
| 2002      | Kdybych byl bohatý                                  | Gérard Bitton a Michel Munz                                                                                           | prodavač Weston                       | |
| 2003      | Toutes les filles sont folles                       | Pascale Pouzadoux | Lorenzi                               | |
| 2003      | Vítejte u Rozových                                  | Francis Palluau | Mathieu Gamelin zvaný MG              | |
| 2003      | Les Clefs de bagnole                                | Laurent Baffie | sám sebe                              | |
| 2004      | Krvavý prachy                                       | Nicolas Boukhrief | Jacques                               | |
| 2004      | Vdavky, sňatky, svazky                              | Valérie Guignabodet                                                                                                   | Alex                                  | |
| 2004      | Daltoni                                             | Philippe Haïm | kovboj                                | |
| 2004      | Rien de grave                                       | Renaud Philipps | Pilotní instruktor                    | krátkometrážní film |
| 2005      | La vie de Michel Muller est plus belle que la vôtre | Michel Muller | sám sebe                              | |
| 2005      | Brice de Nice                                       | James Huth | Brice Agostini, zvaný Brice de Nice   | také scenárista |
| 2005      | L'Amour aux trousses                                | Philippe de Chauveron                                                                                                 | Franck                                | |
| 2005      | Il ne faut jurer de rien !                          | Eric Civanyan | Valentin                              | |
| 2006      | Agent 117                                           | Michel Hazanavicius                                                                                                   | Hubert Bonisseur de La Bath / OSS 117 | Zlatá hvězda pro nejlepšího herce v hlavní roli Nominován - César pro nejlepšího herce v hlavní roli |
| 2006      | Hellphone                                           | James Huth | válečník v blátě                      | |
| 2007      | Falešná identita                                    | Franck Mancuso | Richard Malinowski                    | |
| 2007      | 99 franků                                           | Jan Kounen | Octave Parango                        | Prix Raimu de la Comédie |
| 2007      | Palizzi                                             | |                                       | Televizní seriál, také jako režisér |
| 2008      | Ca$h                                                | Eric Besnard | Cash                                  | |
| 2009      | Muž a jeho pes                                      | Francis Huster | čalouník                              | |
| 2009      | OSS 117: Ztracen v Riu                              | Michel Hazanavicius                                                                                                   | Hubert Bonisseur de La Bath / OSS 117 | |
| 2009      | Rychlejší než vlastní stín                          | James Huth | Lucky Luke                            | také scenárista |
| 2010      | Milosrdné lži                                       | Guillaume Canet | Ludo                                  | |
| 2010      | Cinkot ledu                                         | Bertrand Blier | Charles                               | |
| 2010      | Un balcon sur la mer                                | Nicole Garcia | Marc Palestro                         | Zlatá labuť pro nejlepšího herce na filmovém festivalu Cabourg |
| 2011      | Umělec                                              | Michel Hazanavicius                                                                                                   | George Valentin                       | Cena filmového festivalu v Cannes pro nejlepší mužský výkon Spotlight Award pro nejlepší naději na Hollywood Film Festival London Film Critics Circle pro nejlepšího herce Australian Academy Award pro nejlepšího herce Cena filmového festivalu v Santa Barbaře pro nejlepšího herce ve vedlejší roli Women Film Critics Circle pro nejlepší pár na plátně s Bérénice Bejo Zlatý glóbus za nejlepší mužský herecký výkon (komedie / muzikál) Las Vegas Film Critics Society pro nejlepšího herce Phoenix Film Critics Society pro nejlepšího herce Screen Actors Guild Award pro nejlepšího herce v hlavní roli Cena BAFTA pro nejlepšího herce v hlavní roli Zlatá hvězda pro nejlepšího herce v hlavní roli Independent Spirit Award pro nejlepšího herce Oscar za nejlepší mužský herecký výkon v hlavní roli Nominován - Critics Choice Award pro nejlepšího herce Nominován - Prix du cinéma européen pro herce roku Nominován - César pro nejlepšího herce |
| 2012      | Nevěrníci                                           | Emmanuelle Bercot, Fred Cavayé Alexandre Courtes, Jean Dujardin Michel Hazanavicius, Eric Lartigau a Gilles Lellouche |                                       | herec, scenárista i režisér |
| 2013      | Möbius                                              | Éric Rochant | Gregory Lioubov řečený Moise          | |
| 2013      | Vlk z Wall Street                                   | Martin Scorsese | Jean-Jacques Hendali                  | |
| 2013      | 9 mois ferme                                        | Albert Dupontel | Sign Language Interpreter             | |
| 2014      | Památkáři                                           | George Clooney | Jacques Jaujard                       | |
| 2014      | La French                                           | Cédric Jimenez | Pierre Michel                         | |